# Ursophyto nigriceps
Ursophyto nigriceps là một loài ruồi trong họ Tachinidae.